# جورجي جلوتشكوف
جورجي جلوتشكوف (بالبلغارية: Георги Николов Глушков)‏ مواليد 10 يناير 1960، هو لاعب كرة سلة بلغاري سابق بدأ مسيرته الاحترافية في سنة 1976 وحمل الرقم 16. يبلغ طوله 6 قدم 8 بوصة (2.0 م). اعتزل اللعب في 1997.

## فرق لعب لها
- فينيكس صنز
- يوفي كازيرتا باسكت
- بالاكانسترو ريجيانا
- ساسكي باسكونيا

## روابط خارجية
- جورجي جلوتشكوف على موقع الاتحاد الدولي لكرة السلة (الإنجليزية)
- جورجي جلوتشكوف على موقع إن بي أي (الإنجليزية)
- جورجي جلوتشكوف على موقع سبورتس رفرنس (الإنجليزية)
- جورجي جلوتشكوف على موقع الدوري الإسباني لكرة السلة (الإسبانية)
- جورجي جلوتشكوف على موقع كرة السلة الأوروبية.كوم (الإنجليزية)
- جورجي جلوتشكوف على موقع ريلجم (الإنجليزية)
- جورجي جلوتشكوف على موقع بروبوليرز (الإنجليزية)